# Potrero Grande
Potrero Grande es una localidad rural y balneario ubicado a 30 km hacia la precordillera desde Curicó, en la Provincia de Curicó, Región del Maule. Situado en un entorno natural, junto a él pasa el río Colorado, afluente del río Lontué, y a su alrededor hay una gran cantidad de saltos y caídas de agua.
Su acceso es a través de un camino asfaltado. Se puede llegar a través de minibuses con salidas frecuentes desde el Terminal de Buses de Curicó, o bien en bicicleta o vehículo particular.

## Atractivos turísticos
- Estero Potrero Grande: estero sin contaminación apto para el baño.
- Las Buitreras: zona de camping con caídas de agua y frondosos bosques.
- Monte Oscuro: monte situado en medio de un frondoso bosque a 45 km de Curicó.
- Upeo: pequeño poblado en medio de un bello paisaje natural.